# Érinna
Œuvres principales
- La Quenouille

Érinna ou Hérinna (en grec ancien Ἤριννα) est une poétesse de la Grèce antique. On a longtemps cru qu'elle avait vécu autour de 600 av. J.-C., et qu'elle avait été une contemporaine et une amie de Sappho, sur la foi de la Souda et d'Eustathe de Thessalonique. Néanmoins, les spécialistes s'accordent à dire qu'elle date du IVe siècle av. J.-C., Selon Eusèbe de Césarée, elle est « bien connue » en 352 avant notre ère. Elle est native de Rhodes ou de l'île toute proche de Tilos, ou peut-être de Tinos. Elle meurt à l'âge de dix-neuf ans.

## Œuvres

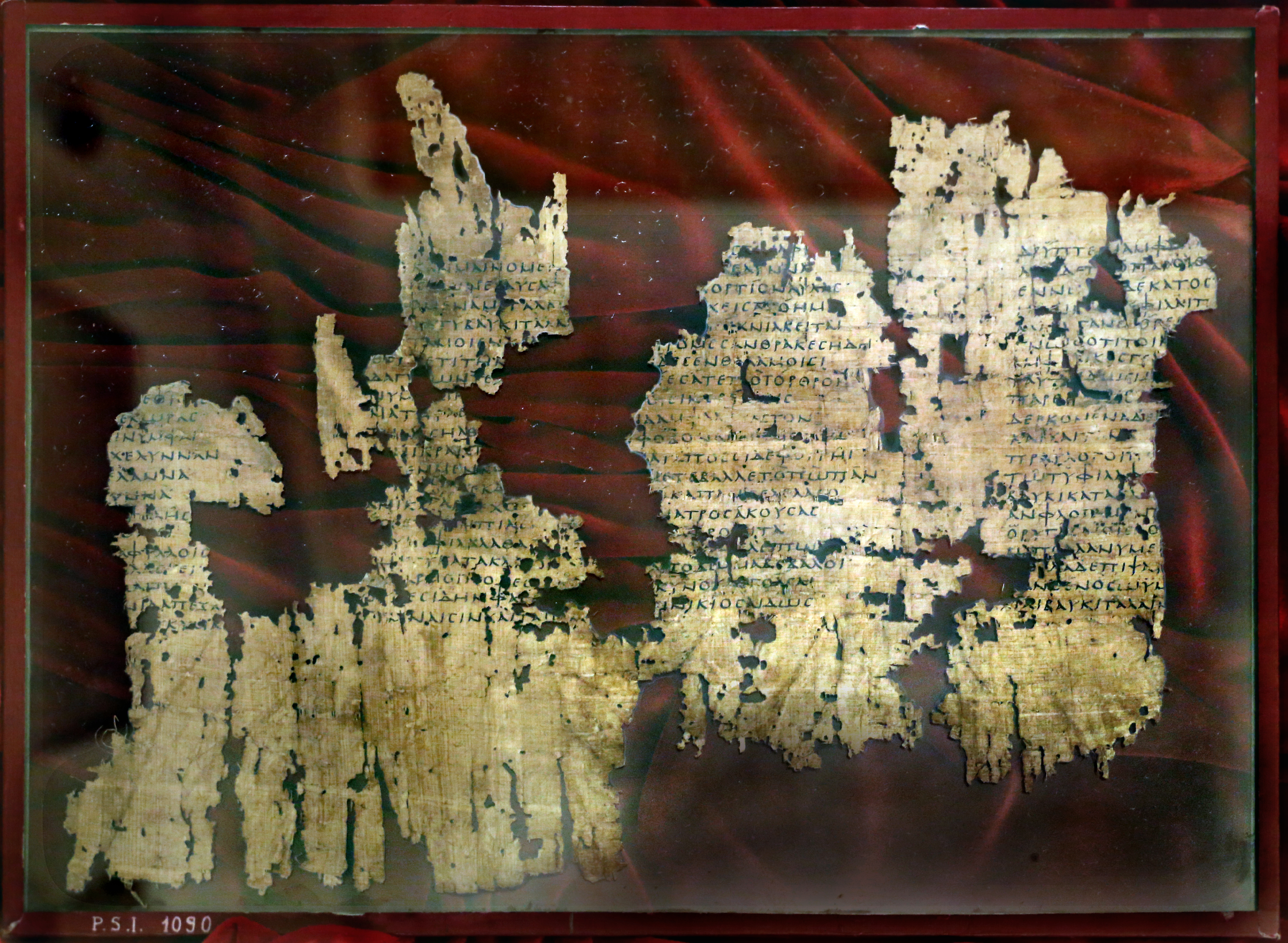
Le papyrs PSI-1090, conservé à Florence, porte 54 des vers du poème le plus connu d'Érinna, Le fuseau

Il ne nous reste qu'une cinquantaine de vers d'elle. Son poème le plus connu est Le Fuseau ou La Quenouille ; en grec ancien : Ἠλακάτη / Êlakátê), écrit en éolien et dorien, qui consistait en 300 hexamètres dont seuls trois fragments cités par Athénée et Stobée et une vingtaine de vers provenant d'un papyrus (PSI 1090), mis au jour et publié en 1928, nous sont parvenus,. Ces vers contiennent une lamentation sur la mort de Baucis, une amie d'enfance d'Érinna, morte peu avant son mariage. Par ailleurs, l'Anthologie palatine conserve trois épigrammes attribués à Érinna aux Livres VI et VII les deux derniers épitaphes de Baucis.
Camillo Neri, dans un travail publié en langue italienne, se basant sur les fragments conservés et les témoignages à son sujet, reconstruit le nom de la poétesse en « Hérinna » (grec ancien : Ἥριννα). Elle est également parfois appelée « Érina ».

## Traductions
- Renée Vivien dans Les Kitharèdes (A. Lemerre, 1904)
- Marguerite Yourcenar dans La couronne et la lyre (Poésie/Gallimard, 2001)

## Postérité
Christodoros de Coptos au Ve siècle a fait de Érinna une contemporaine et amie de Sappho (Anthologie Palatine, II, 108). C'est cette assertion, vraie ou fausse, que retient la postérité. On notera dans les Harangues héroïques du Recueil des femmes illustres de Madeleine de Scudéry, une harangue censée être adressée par Sappho à Érinna, et la présence d'Érinna comme personnage romanesque dans « L'Histoire de Sapho » dans Artamène ou Le Grand Cyrus ; une aquarelle de Simeon Solomon ; un poème de Théodore de Banville, de Renée Vivien ou encore deux poèmes de Rainer Maria Rilke.
Elle est souvent utilisée dans les ouvrages en faveur des femmes notamment lors de la Querelle des femmes, parfois de préférence à Sappho, comme chez Juan Luis Vivès, dans son traité destiné à l'éducation des femmes, le De Institutione Feminae Christianae (1523).
On peut retenir avec Camillo Neri que sa physionomie a évolué à travers les siècles au gré d'attributions douteuses et fantaisistes.

### Art contemporain
- Érinna figure parmi les 1 038 femmes référencées dans l'œuvre d’art contemporain The Dinner Party (1979) de Judy Chicago. Son nom y est associé à Sappho[17],[18].

### Hommage
En 1994, le cratère vénusien Erinna a été nommé en son honneur.

### Traductions
- Renée Vivien, Les Kitharèdes, 1904 (traduction accompagnée des vers de Renée Vivien), sur Wikisource.
- Marguerite Yourcenar, La Couronne et la Lyre, Gallimard, « Poésie », 1979 (traduction des fragments d'Athénée et Stobée).
- (grc + fr) Yves Battistini (trad. du grec ancien), Poétesses grecques, Paris, Imprimerie nationale, coll. « La Salamandre », 1998, 355 p. (ISBN 2-7433-0260-7).
- Textes en ligne [lire en ligne]

### Études
- Paul Collart, « La poétesse Erinna », Comptes-rendus des séances de l'Académie des Inscriptions et Belles-Lettres, vol. 88, no 2,‎ 1944, p. 183-199 (lire en ligne).
- Francesco De Martino, Rose di Pieria, Bari, Levante Editori 1991.
- Francesco De Martino, Poetesse Greche, Bari, Levante Editori, 2006.
- Anne Debrosse, La Souvenance et le Désir. La réception des poétesses grecque, Paris, Classiques Garnier, 2018.
- (it) Camillo Neri, Studi sulle testimonianze di Erinna, Bologne, Pàtron Editore, 1996.
- (it) Camillo Neri, Erinna. Testimonianze e Frammenti, Bologne, Pàtron Editore, 2003.